# 柏森進

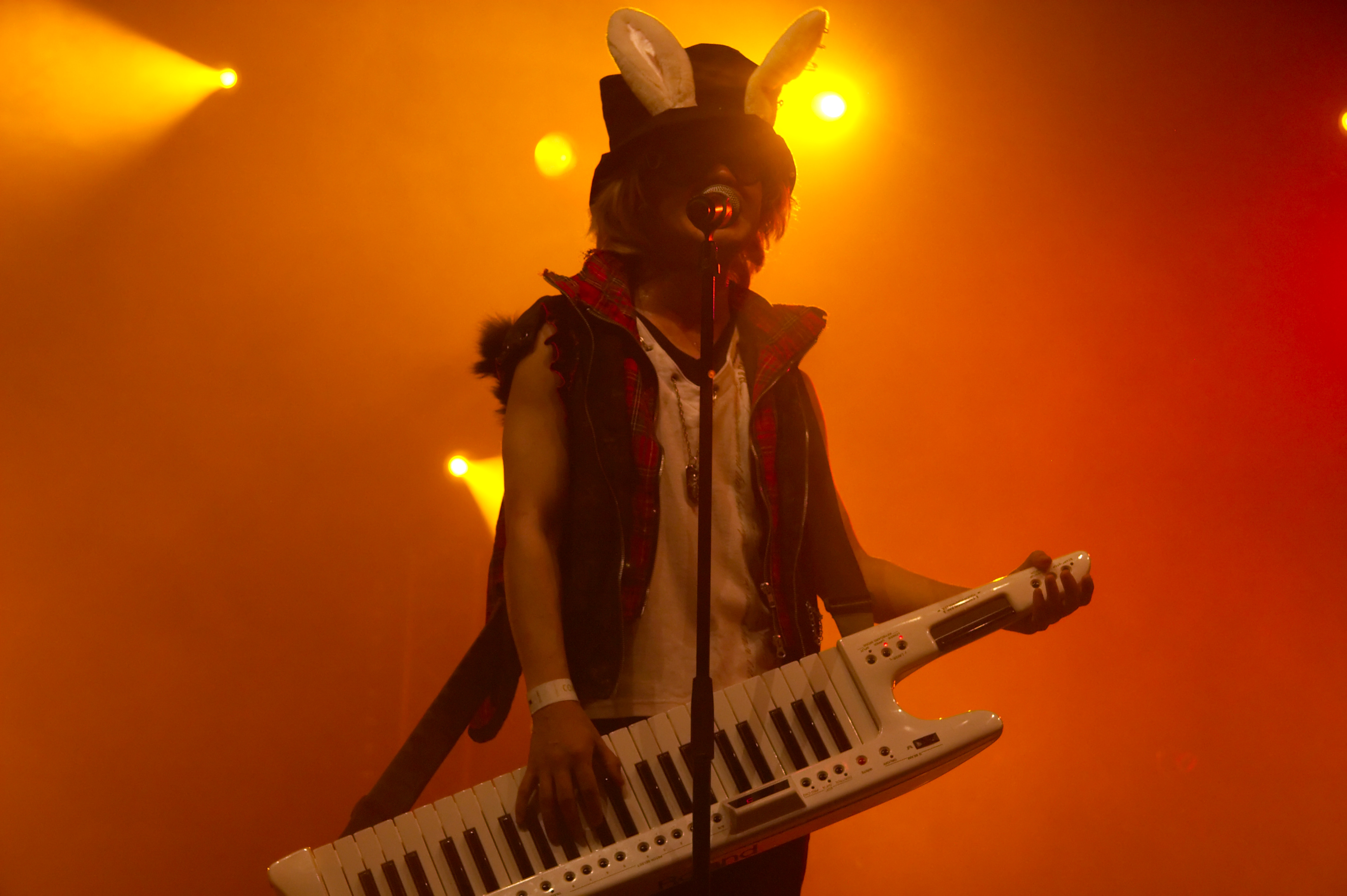
柏森進

柏森 進（かやもり すすむ、1981年10月2日 - ）は、日本の音楽家、ソングライター、編曲家、歌手。東京都大田区出身。血液型はA型。Sham.Studio.所属。愛称はかやぴーまたはかやぴ。

## 概要
大学在学中にみ〜こと秋葉原系音楽ユニットMOSAIC.WAVを結成しており、作詞・作曲・編曲と共にキーボードの演奏を担当、一部楽曲ではボーカルも担当する。
音楽評論家の冨田明宏によれば、ゲームソング業界において抜きん出た「ストイックなメロディー・メイカー」・「ビート狂」・「パンクス」と表現されており、萌えを好むことが指摘されている。
辛いモノとパズルをこよなく愛している。古本屋巡りが趣味。特技は猫まね。座右の銘は「温故知新」。自分が世に生み出た作品という作品すべてがデータベース化されることが夢である。

## 楽曲活動
MOSAIC.WAVとしての活動はMOSAIC.WAVを参照。

### 作詞
- 4-EVERミニアルバム「アンドロイドデート」アンドロイドデート

### 作曲
- すもももももも 地上最強のヨメ 「キャラクターソング集VOL.2」ミツドモエモーション（歌 - 鹿野優以、宮崎羽衣、平野綾）

### 編曲
- 「もってけ!セーラーふくRe-Mix001〜7 burning Remixers〜」もってけ!セーラーふく【-うんだかだ〜教の野望-】
- 「ヘンな神様知ってるよ(狂乱家族日記ED)」 ヘンな神様知ってるよ predawn mix